# Équipe d'Allemagne de curling
L'équipe d'Allemagne de curling est la sélection qui représente l'Allemagne dans les compétitions internationales de curling.
En 2017, l'équipe nationale est classé comme nation numéro 11 chez les hommes et chez les femmes.

## Palmarès et résultats

### Palmarès masculin
Titres, trophées et places d'honneur
- Jeux Olympiques Hommes depuis 1998 (5 participation(s))
  - Meilleur résultat : 6ème pour : Jeux Olympiques Hommes - Phase préliminaire

| Jeux olympiques     | Classement | Skip           | Third           | Second              | Lead           | Remplaçant     |
| ------------------- | ---------- | -------------- | --------------- | ------------------- | -------------- | -------------- |
| Nagano 1998         | 8e         | Andy Kapp      | Uli Kapp        | Michael Schäffer    | Holger Höhne   | Oliver Axnick  |
| Salt Lake City 2002 | 5e         | Natalie Neßler | Sabine Belkofer | Heike Wieländer     | Andrea Stock   | Karin Fischer  |
| Turin 2006          | 8e         | Andy Kapp      | Uli Kapp        | Oliver Axnick       | Holger Höhne   | Andreas Kempf  |
| Vancouver 2010      | 6e         | Andy Kapp      | Andreas Lang    | Holger Höhne        | Andreas Kempf  | Daniel Herberg |
| Sotchi 2014         | 10e        | John Jahr      | Felix Schulze   | Christopher Bartsch | Sven Goldemann | Peter Rickmers |
| Pyeongchang 2018    | NC         | NC             | NC              | NC                  | NC             | NC             |

- Championnats du monde Hommes depuis 1959
  - Meilleur résultat : 2ème
  - 3 fois deuxième en 2007, 2004, 1997
  - 2 fois troisième en 2005, 1995

depuis 1975
- Championnats d'Europe Hommes depuis 1975 
  - Meilleur résultat : 1er
  - 5 fois premier en 2004, 2002, 1997, 1992, 1991
  - 1 fois troisième en 2008

### Palmarès féminin
Titres, trophées et places d'honneur
- Jeux Olympiques Femmes depuis 1998 (3 participation(s))
  - Meilleur résultat : Tie-break en 2002
  - Lors des jeux olympiques de 1992, le curling est en sport de démonstration. L'équipe féminine remporte la première place avec Andrea Schöpp,Stephanie Mayer,Monika Wagner,Sabine Hutt et Christiane Scheibel

| Jeux olympiques     | Classement | Skip           | Third           | Second            | Lead            | Remplaçant     |
| ------------------- | ---------- | -------------- | --------------- | ----------------- | --------------- | -------------- |
| Nagano 1998         | 8e         | Andrea Schöpp  | Monika Wagner   | Natalie Nessler   | Heike Wieländer | Carine Meidele |
| Salt Lake City 2002 | 5e         | Natalie Neßler | Sabine Belkofer | Heike Wieländer   | Andrea Stock    | Karin Fischer  |
| Turin 2006          | NC         | NC             | NC              | NC                | NC              | NC             |
| Vancouver 2010      | 6e         | Andrea Schöpp  | Monika Wagner   | Melanie Robillard | Stella Heiß     | Corinna Scholz |
| Sotchi 2014         | NC         | NC             | NC              | NC                | NC              | NC             |
| Pyeongchang 2018    | NC         | NC             | NC              | NC                | NC              | NC             |

- Championnats du monde Femmes depuis 1979
  - Meilleur résultat : 1er
  - 1 fois premier en 2010
  - 1 fois deuxième en 1993
- Championnats d'Europe Femmes depuis 1975
  - Meilleur résultat : 1er
  - 4 fois premier en 2009, 1998, 1995, 1991
  - 1 fois deuxième en 1994
  - 2 fois troisième en 1997, 1996

### Palmarès mixte
Titres, trophées et places d'honneur
- Jeux Olympiques Hommes depuis 2018
  - Meilleur résultat : aucun
- Championnat du Monde Doubles Mixte depuis 2015 (2 participation(s))
  - Meilleur résultat : Quarts de finale en 2015

### Palmarès curling en fauteuil

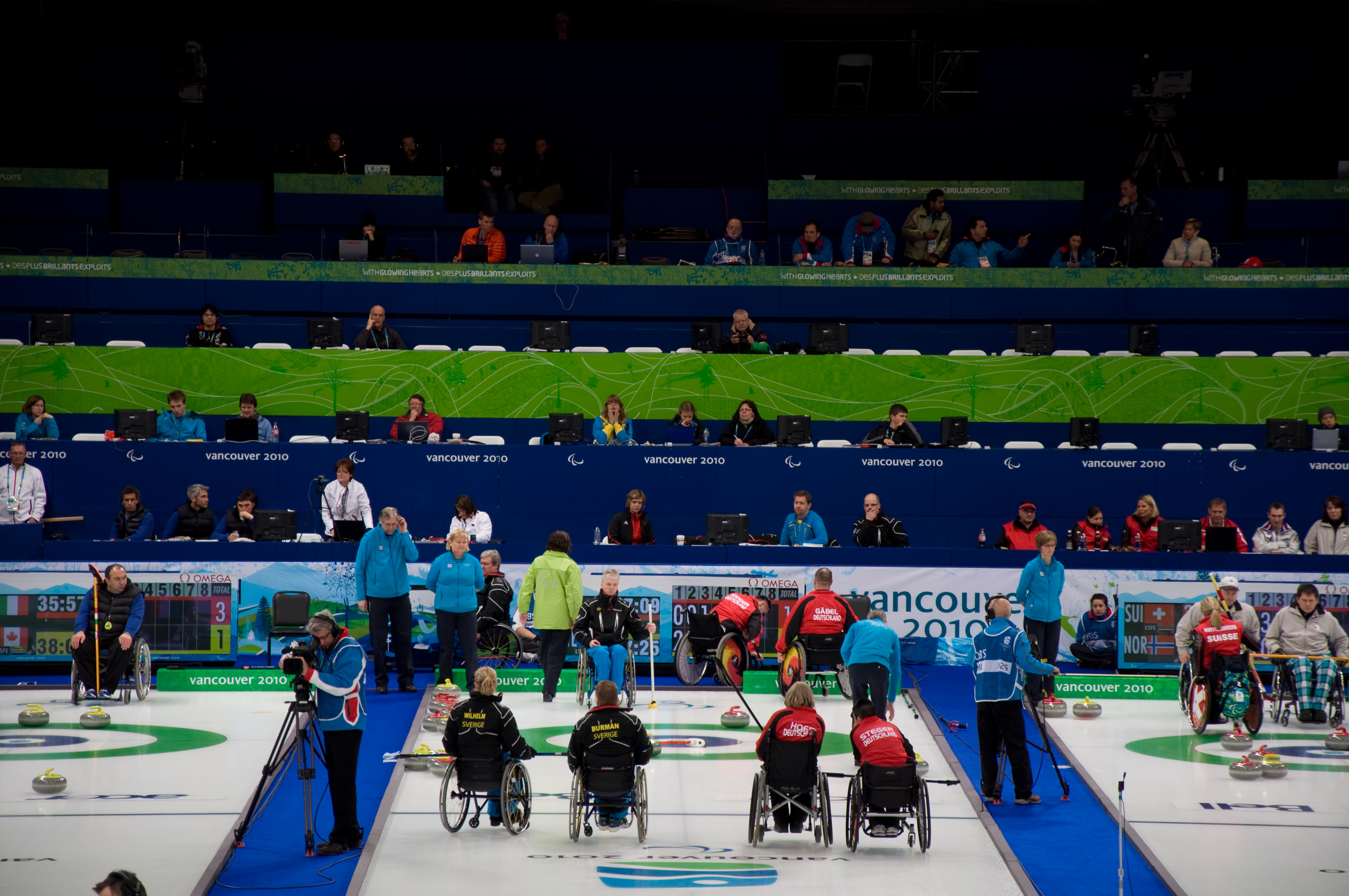
Vancouver 2010 : l'équipe d'Allemagne de dos contre l'équipe de Suède

| Jeux paralympiques | Classement | Skip               | Third         | Second         | Lead              | Remplaçant    |
| ------------------ | ---------- | ------------------ | ------------- | -------------- | ----------------- | ------------- |
| Turin 2006         | NC         | NC                 | NC            | NC             | NC                | NC            |
| Vancouver 2010     | 6e         | Jens Jaeger        | Marcus Sieger | Jens Gaebel    | Christiane Steger | Astrid Hoer   |
| Sotchi 2014        | NC         | NC                 | NC            | NC             | NC                | NC            |
| Pyeongchang 2018   | 8e         | Christiane Putzich | Harry Pavel   | Martin Schlitt | Heike Melchior    | Wolf Meissner |